# Cuisinière à gaz

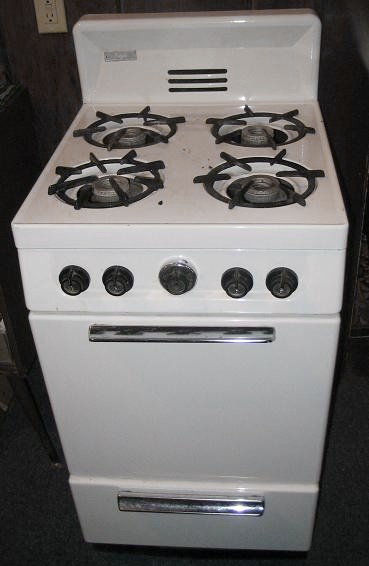
Une table de cuisson à gaz.

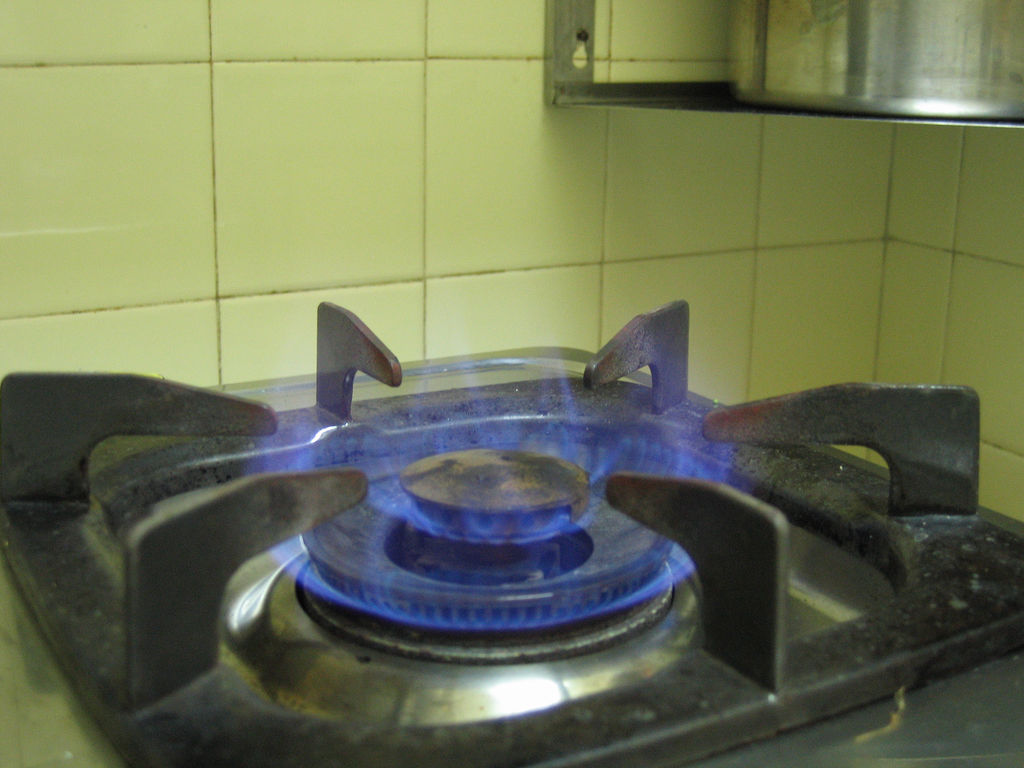
Un brûleur à gaz

Une cuisinière à gaz, ou gazinière (néologisme forgé sur gaz et cuisinière) est un appareil utilisé dans les cuisines, permettant la cuisson alimentaire à partir de gaz naturel, de gaz de pétrole (butane, propane) ou gaz de ville.

## Fonctionnement
Le gaz est détendu puis est mélangé à l'air par un injecteur et brulé à la sortie en fonction de la quantité d'air envoyé dans le mélange.

## Histoire
Les cuisinières apparaissent début XIXe siècle avec les gaz manufacturés. Elles débarrassent les ménagères de la tâche ingrate de maintenir la cuisinière à charbon allumée ce qui en été constituait en plus, une source de chaleur difficilement supportable. Toutefois dans les années 1930-2000 on utilise encore la cuisinière à charbon avec éventuellement en appui un réchaud électrique ou au gaz. Pour les plats plus modestes on utilise le réchaud, pour les plats de choix on maintient la cuisinière à charbon allumée. La réussite de la cuisine nécessite donc le maintien de la chaleur constante dans le four et implique selon le cas de ralentir ou de pousser le feu, soit de surveiller le feu en permanence.
Le gaz apporte donc un progrès indéniable.

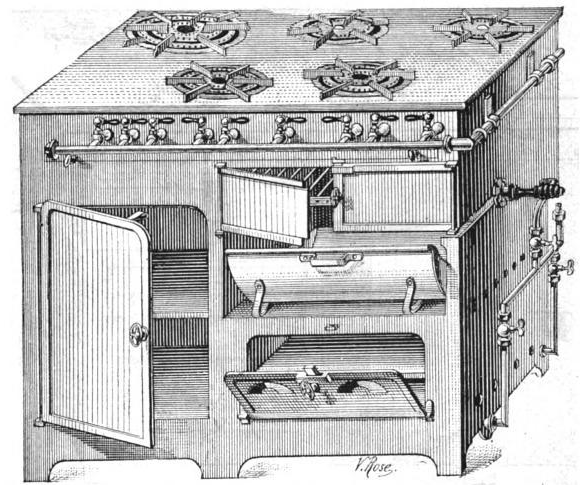
Cuisinière à gaz 1868

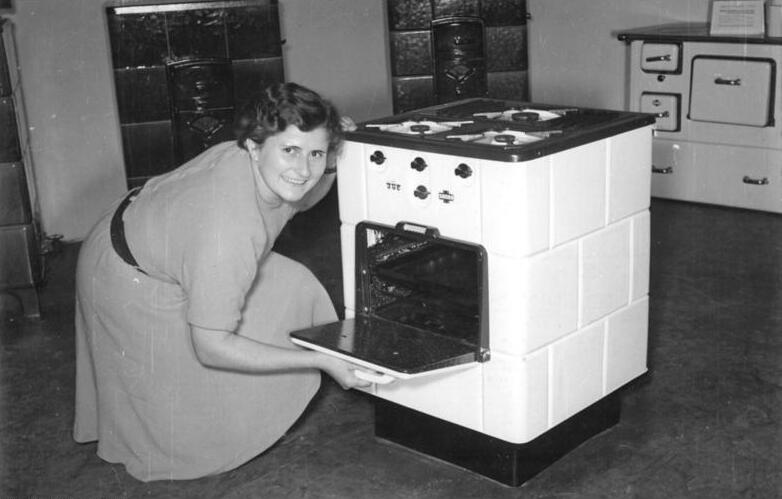
Cuisinière à gaz. 1953

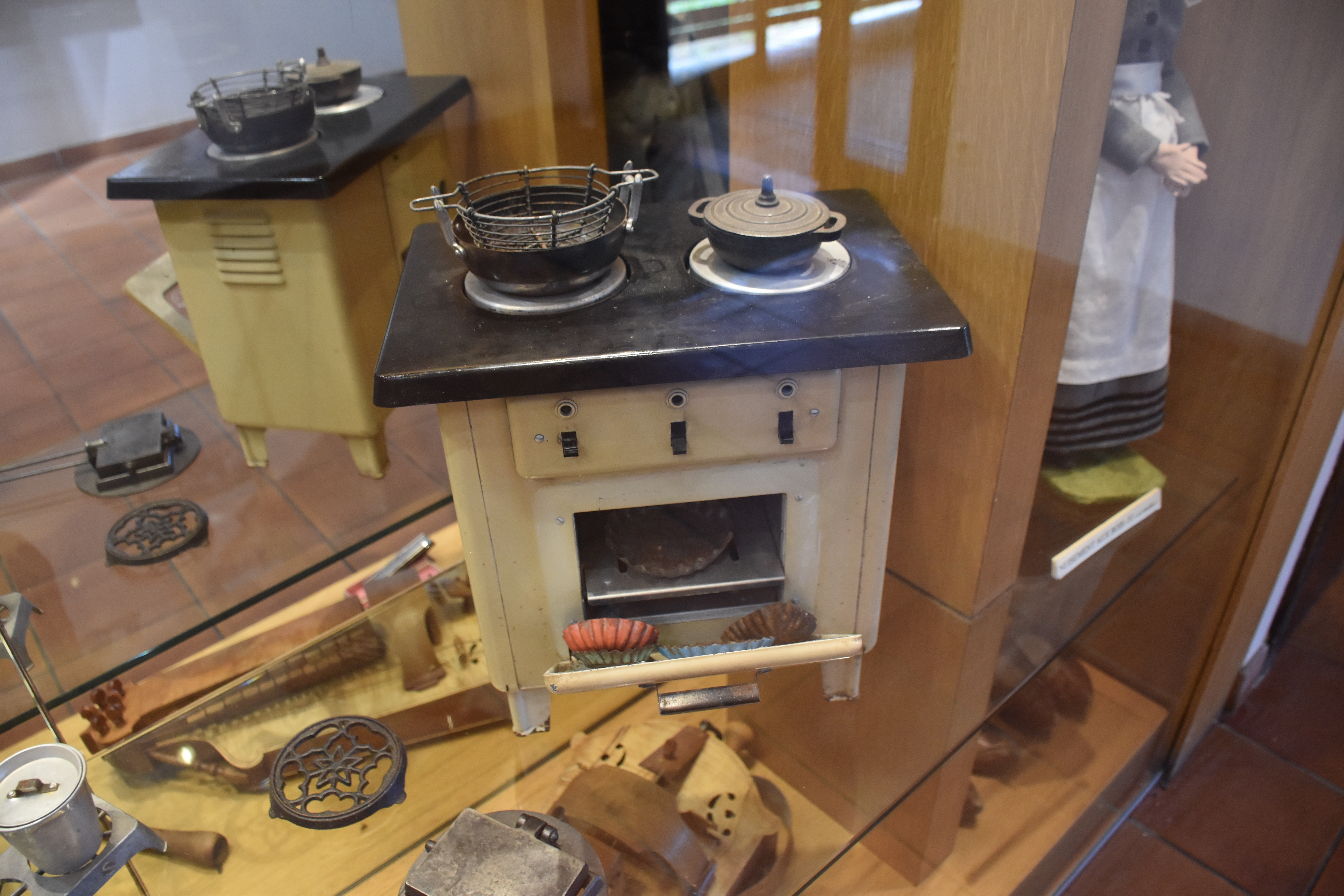
Cuisinière à gaz jouet. (Village Musée du der)

### En Angleterre
La découverte, d'un gaz obtenu par distillation de la houille, aux alentours de 1800, et les recherches et inventions conjuguées du Français Philippe Lebon (gaz de bois), de l'Anglais William Murdoch et de l'Allemand Frédéric-Albert Winsor affirmeront le gaz comme moyen d'éclairage industriel, public et ensuite privé. En 1812, Frédéric-Albert Winsor fonde la Gas Light and Coke Company (aussi connue sous le nom de "Westminster Gas Light and Coke Company") qui produit du gaz et du coke. C'est la première compagnie de gaz manufacturé. Le gaz de houille d'abord utilisé pour l'éclairage, servira ensuite pour les turbines et moteurs, la cuisine et le chauffage, souvent fournis aux ménages par un système de distribution par canalisations appartenant aux municipalités.
Les premières gazinières sont apparues dès les années 1820. James Sharp déposa un brevet pour une gazinière à Northampton en Angleterre en 1826 et ouvrit une usine de fabrication en 1836.
Au Crystal Palace à La Great Exhibition of the Works of Industry of all Nations à Londres en 1851, vitrine de la puissance britannique d'époque victorienne, une gazinière fut exposée au public mais ce n'est que dans les années 1880 que la technologie devint un succès commercial. La lenteur du développement du réseau de gaz et la réticence face à l'entrée de la science dans les cuisines peut expliquer pourquoi la gazinière n'a pas obtenu un succès immédiat:
« Parmi les exposants à l'exposition industrielle se trouvait M. James Sharp, de Southampton. Il y a vingt-cinq ans, il a inventé un appareil de cuisson à gaz. Grâce à celle-ci, un dîner peut être cuit de manière parfaite et avec la plus grande précision, sans exiger beaucoup d'attention, ou augmenter la température de l'appartement dans lequel il est placé. Même au prix élevé du gaz à cette époque, le coût de la cuisson par cet appareil était insignifiant comparé à celle de la cuisson par la méthode ordinaire. Un nombre important de personnes prit l'habitude de visiter l'inventeur afin de voir l'appareil en fonctionnement; les témoignages flatteurs qu'il a reçus, les contacts qu'il eut avec des hommes fortunés, le convainquirent d'en entamer la fabrication en grand nombre. M. Sharp parcourut une grande partie du pays, donnant des conférences sur les avantages économiques de la cuisson au gaz, et expliquant les principes scientifiques sur lesquels son appareil a été construit. Un grand nombre furent vendus, et tous ceux qui l'ont essayé n'ont rien trouvé à redire de l'appareil. Toutefois, la méfiance, quant à l'introduction de la science dans la cuisine, le refus des compagnies de gaz d'assurer les approvisionnements en gaz, ont empêché l'adoption plus générale de l'appareil, et les spéculations quant à la fabrication en série ont échoué. D'autres personnes, cependant, récoltent maintenant les bénéfices de l'invention, et la cuisson au gaz est désormais courante dans les hôtels et maisons d'habitation, bien que les appareils actuellement en usage sont inférieurs à l'original(...) Les revues scientifiques exhortent à l'adoption de la cuisson au gaz, sous le rapport du confort et de l'économie.
M. Sharp a maintenant préparé, pour la grande exposition de 1851, un appareil de cuisson à gaz de construction supérieure. Dans les quatre pieds carrés, au rez-de Crystal Palace, il a installé un appareil qui peut cuisiner un dîner pour 100 personnes avec 2 dollars de gaz à son prix actuel. Un enfant peut presque s'en occuper, et par ailleurs la température de l'appareil n'augmente pas alors que la cuisson est en cours. »
Bientôt un four sera intégré dans la base et la taille sera réduite pour que l'ensemble puisse facilement entrer dans une cuisine.

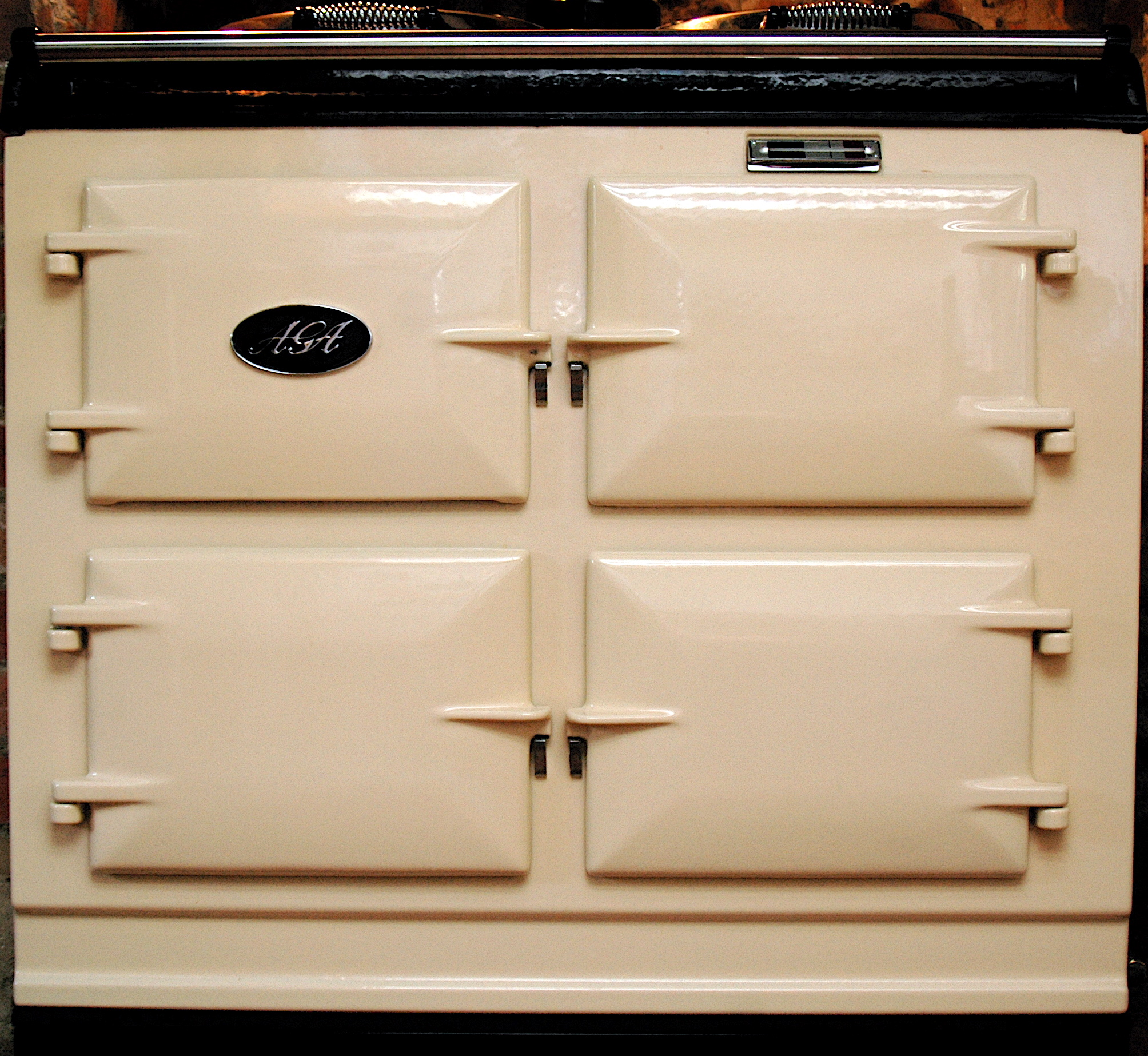
Face avant d'un Aga cooker (2006)

En 1912, le suédois Gustaf Dalén (Prix Nobel de physique 1912), fondateur de la société AGA a perdu la vue dans une explosion en développant son invention antérieure, un substrat poreux pour stocker des gaz, Agamassan. Contraint de rester à la maison, Dalen découvre que sa femme est épuisée par les travaux de cuisson. Bien qu'aveugle, il entreprend d'élaborer un nouveau poêle facile à utiliser. C'est l'AGA cooker (en). La cuisinière est introduite en Angleterre en 1929, et sa popularité est telle dans certaines couches sociales de la société anglaise (les propriétaires de moyennes et grandes maisons de campagne, les en:English country house) qu'elle a conduit à la création du terme «AGA Saga» (en:Aga saga) dans les années 1990, se référant à un genre de fiction se passant dans une société de classe moyenne supérieure stéréotypée.

### En France

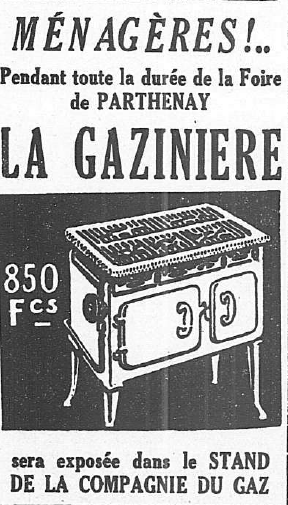
La gazinière, 1935

Entre 1785 et 1786, l'ingénieur Philippe Lebon invente le gaz d'éclairage en France. Mais sa tentative d'industrialisation est un échec. En 1816, la compagnie de Winsor arrive à Paris et contribue à l'éclairage de Paris. En 1860, les usines sont au nombre de sept, lesquelles, avec des forces de production différentes, concourent toutes à l'éclairage de Paris.
De 1860 à 1959, la consommation de gaz passe à Paris de 62 à 716 millions de m3. L’indice de consommation par habitant base 100 en 1860 monte à 828 en 1960. Jusqu’au tournant des deux siècles, le gaz est d’éclairage pour l’essentiel. En 1905, la consommation de gaz de jour s’élève à 43 % des ventes. C’est dire que la force motrice et surtout les usages calorifiques, qu’ils soient domestiques (chauffage de l’eau, cuisson) ou artisanaux, prendront désormais le pas sur la fourniture de lumière.
Après la Première Guerre mondiale une part importante des abonnés (80 %) est raccordée aux conduites montantes des immeubles qui rentabilisent le réseau. Le gaz développe ses applications domestiques, à la cuisine, pour cuire et chauffer l’eau, ou comme mode de chauffage central. En amont de ce dynamisme commercial, l’action que mène la Société du gaz de Paris dans ses douze magasins d’exposition ou aux salons des arts ménagers est très efficace, de la promotion des appareils à l’organisation de concours culinaires.
En 1934, la Société du gaz de Paris lance un concours de création d’un modèle spécifique de cuisinière d’où sort avec succès la Gazinière, présentée au Salon des arts ménagers de 1935.

### Le gaz naturel
Les premières utilisations modernes du gaz naturel sont apparues aux États-Unis vers 1820 pour l'éclairage public. Depuis la fin de Seconde Guerre mondiale mais surtout à partir des années 1960, l'usage du gaz naturel se répand à travers le monde et supplante progressivement le gaz de houille. Le gaz naturel nécessitera des aménagements particuliers de tout son réseau de distribution, appareils de chauffe et autres, méthode de stockage et de transport. En Europe, c'est la découverte des premiers gisements en France (les gisements de gaz naturel de Lacq) et aux Pays-Bas (champ de gaz de Slochteren) ainsi que la mise au point de méthodes de transport longue distance qui permet l'expansion du gaz naturel.

### Le butane, le propane et le gaz de pétrole liquéfié
- butane
- propane
- gaz de pétrole liquéfié (GPL)

## Risques et enjeux

### Risques écologiques et énergétiques
Les 40 millions de gazinières produisent aux États-Unis autant de gaz à effet de serre que 500 000 voitures à essence. Entre 0,8 et 1,3% du gaz consommé n'est pas brulé et s'échappe donc dans l'atmosphère ce qui contribue aux émissions de méthane qui est un gaz à effet de serre bien plus puissant (pour un même volume) que le CO2,

### Risques sanitaires
La combustion du gaz fossile dégage des oxydes d'azote (NOx) qui contribue à la pollution intérieure. Ces composés chimiques peuvent provoquer des problèmes respiratoires,.
Selon une étude, les cuisinière à gaz serait responsable de l'asthme de 700 000 enfants en Europe. Les émissions de méthane, de CO2, de monoxyde de carbone, de dioxyde d'azote et de particule fine provoque les mêmes effets sur la santé que le tabagisme passif selon l'ONG Clasp. L'ONG recommande l'utilisation de plaque électrique en substitution aux gazinières à gaz.
Une étude américaine publiée dans l'International Journal of Environmental Research and Public Health démontre que les cuisinières au gaz sont en cause pour un cas sur huit d’asthme infantile aux États-Unis.

### Risques sécuritaires
Les cuisinières au gaz peuvent constituer des risques d'explosions et incendie notamment si elles sont mal entretenues.

## Alternatives
Il existe diverses alternatives au gazinière, notamment les plaques à induction dont l'efficacité énergétique est bien meilleure :
- Plaque électrique
- Plaque vitro-ceramique
- Plaque à induction

## Fabricants notables
- AGA firme suédoise fondée  en 1912 par le suédois Gustaf Dalén (Prix Nobel de physique).
- Smeg est un fabricant d’électroménager haut de gamme situé à Guastalla, un village de la Province de Reggio d'Émilie en Italie. En 1956, Smeg a introduit l’ « Elizabeth », l’une des premières cuisinières à gaz avec allumage automatique, thermocouple dans le four et programmateur de cuisson.